# Muzillac
Muzillac är en kommun i departementet Morbihan i regionen Bretagne i nordvästra Frankrike. Kommunen ligger i kantonen Muzillac som tillhör arrondissementet Vannes. År 2022 hade Muzillac 5 022 invånare.

## Befolkningsutveckling
Antalet invånare i kommunen Muzillac
| Referens: INSEE |